# Gemeiner Wimperbock

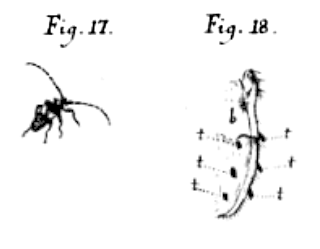
Abb. 1: Illustration zur Erstbeschreibung
Fig. 17: Pogonocherus fasciculatus
Fig. 18: Flügeldecke von seitlich oben,
b weißes Band, t Bürste

Der Gemeine Wimperbock, auch Kiefernzweigbock oder Weißbindiger Wimperbock genannt, (Pogonocherus fasciculatus) ist ein Käfer aus der Familie der Bockkäfer und der Unterfamilie der Lamiinae. Die Gattung Pogonocherus ist in Europa mit 15 Arten vertreten, die teilweise nur schwer zu unterscheiden sind.

## Bemerkungen zum Namen
Der Käfer wurde erstmals von De Geer 1775 unter dem Namen Cerambyx fasciculatus beschrieben. Nach der kurzen Charakterisierung in französischer Sprache folgt deren Übertragung ins Lateinische. Sie enthält bezüglich der Flügeldecken die Bemerkung: fascia transversa alba  (lat. mit einer weißen Querbinde)  Damit erklärt sich der wissenschaftliche Artname fasciculatus, gebändert, der sich auf die Querbinde auf den Flügeldecken bezieht. Dies kommt auch im deutschen Namensteil Weißbindig zum Ausdruck.
De Geer nennt den Käfer auf Französisch Capricorne à brosses (Bockkäfer mit Bürsten). Der zweisprachigen kurzen Charakterisierung folgt eine ausführliche Beschreibung auf Französisch, zu der auch zwei Illustrationen gehören. Sie sind in Abbildung 1 wiedergegeben. De Geer beschreibt die Form und Lage der sechs bürstenartigen Haarbüschel und beschriftet sie in einer Detailzeichnung mit t (Abb. 1, Figur 18). Er vermerkt auch, dass die Flügeldecken ohne Zähnchen enden und deswegen der Käfer nicht mit einem schon früher beschriebenen Bürsten-Bockkäfer identisch ist.
Der Gattungsname  Pogonocherus wurde erstmals 1821 im Katalog zur Käfersammlung von Dejean publiziert. Dejean übernimmt den Namen nach eigenen Angaben von Megerle, dessen Sammlung in Wien er zuvor besuchte.  Dejean erklärt den Namen nicht. Bei Schenkling werden nur die Namen der Schreibweise Pogonochaerus und Pogonocerus erklärt. Bei Mulsant ist der Name Pogonocherus  von altgr. πώγων „pōgon, pōgonos“ für „Bart“  und  κέρας „keras“ für „Horn“ abgeleitet. Im ersten Satz der Beschreibung der Gattung führt Mulsant die unterseits lang bewimperten Fühler an. Da die Fühler früher Hörner genannt wurden, bezieht sich der Name auf die bärtige Behaarung der Fühler und sollte korrekt Pogonocerus heißen. Die bewimperten Fühler begründen auch den deutschen Namen Wimperbock. Das Wort Gemein bezieht sich darauf, dass die Art im Vergleich zu verwandten Arten relativ häufig vorkommt.
Bei Mulsant findet man auch erstmals die Zuweisung zur neuen Untergattung Pityphilus (von altgr. πίτυς „pítys, pítyos“ für „Kiefer, Fichte“  und  φίλος „phílos“ für „Freund“), die alle die Arten umfasst, deren Flügeldecken nicht im Außenwinkel mit einem Zähnchen enden. Dies entspricht dem deutschen Namen Kiefernzweigbock, der auf das Vorkommen des Käfers vorwiegend auf Kieferzweigen anspielt, allerdings findet man ihn ebenfalls häufig auf Fichten.

## Merkmale des Käfers
| | |
| Abb. 2: verschiedene Ansichten des Käfers | |
| | |
| Abb. 3: Ausschnitt Flügeldecke seitlich, rechts gefärbte Kopie rot: S: Flügeldeckennaht, A: Flügeldeckenaußenrand grün: 1,2,3 Rippen, blau umrandet: Querstreifen gelb: B Silhouette Längshöcker, | |
| | |
| Abb. 4: Halsschild von oben rechts teilweise farbig umrandet rot: Umriss spitzer Seitenhöcker blau: stumpfer Höcker weiß: unbehaarter Mittelstreifen grün: zweifarbiges Schildchen                | Abb. 5: Punktierung der Flügeldecke, links nahe der Basis tief rechts etwa auf halber Hö- he flacher, am Ende der Flügeldecke unpunktiert          |
| | Abb. 6: Kopf von oben vorn rechts teilweise koloriert gelb:1. Fühlerglied blau: Oberteil des Auges olivgrün: Haarbüschel rot: Halsschildvorderrand |

Der Käfer wird fünf bis acht Millimeter lang. Der Körper ist etwas flacher als in der Unterfamilie der Lamiinae, die auch Walzenböcke genannt werden, üblich. Flügeldecken und Halsschild sind deutlich skulpturiert, die Eindrücke, Rippen und Höcker werden jedoch durch eine fleckige, einer Tarnfärbung ähnelnden Behaarung weitgehend kaschiert. Die Behaarung besteht aus verschiedenen Elementen. Einerseits findet man eine gelbliche, eine grauweiße und eine braune liegende Grundbehaarung. Je nachdem, welche Farben überwiegen, wirken die Individuen eher braun oder eher grau. Daneben gibt es stellenweise eine bürsten- oder büschelartig aufragende schwarze Behaarung und schließlich stehen verhältnismäßig dicht einzelne Borsten ab, die auf den Flügeldecken in der Regel mehr als doppelt so lang wie die Haare der Bürsten sind (Abb. 3 und Taxobild).
Der Kopf fällt in Ruhestellung senkrecht nach unten ab. Er ist etwa so breit wie der Halsschild am Vorder- und Hinterrand. Die fein facettierten Augen umfassen nierenförmig die Einlenkungsstelle der langen Fühler von hinten. Auf der Stirn befindet sich zwischen den weißen zu den Seiten gescheitelten Haaren auf jeder Seite ein Büschel schwarzer Haare (Abb. 6 rechts olivgrün koloriert). Dies ist ein wichtiges Bestimmungsmerkmal, das jedoch fast nicht erkennbar ist, wenn der Käfer den Kopf hebt, weil dann die dunklen Haarbüschel nahezu unter dem Halsschild verschwinden. Die elfgliedrigen Fühler sind beim Weibchen kürzer als der Körper, beim Männchen überragen sie die Enden der Flügeldecken deutlich. Sie sind braun, die einzelnen Glieder an der Basis aufgehellt und hellgrau behaart (Abb. 4 links gut sichtbar). Auf der Unterseite tragen die Fühler zahlreiche lange Haare. Das dritte Fühlerglied ist kürzer als das vierte, aber deutlich länger als das fünfte.
Der Halsschild ist etwas länger als an der Basis breit und vorn und hinten etwa geradlinig begrenzt. Er ist fleckig behaart. Der Halsschild ist seitlich etwas hinter der Mitte zu einem auffälligen spitzen Höcker ausgezogen (Abb. 5, rechts rot umrahmt). Darüber erheben sich rechts und links von der Mitte jeweils ein stumpfer, kahler und glänzender Höcker (Abb. 4, rechts blau eingekreist). Ein kleiner Längsstreifen zwischen diesen Höckern ist ebenfalls kahl und glänzend (Abb. 4, rechts weiß umrahmt).
Das ungefähr quadratische Schildchen (in Abb. 4 rechts grün umrahmt) ist zweifarbig, im mittleren Bereich weiß, rechts und links dunkelbraun gesäumt.
Der Gemeine Wimperbock gehört zu den Arten der Gattung, deren Flügeldecken am Ende nicht im Außenwinkel zu einem Zahn ausgezogen sind, sondern stumpf abgestutzt enden. Die Flügeldecken sind an der Basis erheblich breiter als der Halsschild und verschmälern sich nach hinten. Die Schultern ragen deutlich vor. Die Flügeldecken haben zwischen der Flügeldeckennaht (Abb. 3, unten rot S) und dem Flügeldeckenrand (Abb. 3, unten rot A) drei Längsrippen (Abb. 3, unten grün 1,2,3). Als charakteristische Zeichnung trägt jede Flügeldecke vor der Mitte ein breites, weiß tomentiertes Band (Abb. 3, unten blau umrahmt). Der Vorderrand der Binde verläuft schräg nach innen und hinten. Hinten wird die Binde scharf und von oben betrachtet ungefähr senkrecht zur Naht durch ein dunkles Band begrenzt. Seitlich setzt sich das Band bis zum Rand der Flügeldecken fort, die Naht dagegen erreicht es nicht.

Hinter der Mitte sitzen auf der Innenrippe (in Abb. 2 unten grün 1) zwei bis vier schwarze bürstenartige Haarbüschel (in Abb. 3 oben beidseitig je drei). Zwischen diesen ist der Grat der Längsrippe meist weiß und nach hinten anliegend behaart. Die Naht und der Außenrand der Flügeldecken sind abwechselnd weißgrau und braun gefleckt (Abb. 3 oben). Die übrigen Teile der Flügeldecke erscheinen durch die Behaarung verschwommen fleckig gelbbraun und dunkelbraun bis schmutzig weiß. Etwas hinter und seitlich des Schildchens liegt auf jeder Seite ein länglicher Höcker (in Abb. 3 unten auf der vorne liegenden Seite durch gelb B markiert), der ebenfalls dunkel behaart ist. Dahinter sind die Flügeldecken niedergedrückt, der Eindruck verläuft in etwa quer, seitlich biegt er mehr oder weniger nach vorn ab. Die Flügeldecken sind unregelmäßig dicht punktiert. Die Punktierung ist nahe der Basis ziemlich tief, wird in der Mitte flacher und erlischt gegen das Ende der Flügeldecken (Abb. 4).
Die Vorderbrust durchsetzt die Vorderhüften und verbreitert sich nach hinten dreieckig. Mittel- und Hinterhüften sind breit getrennt. Die Beine sind kräftig. Die Schenkel sind zur Schiene hin keulenförmig verdickt. Die fünfgliedrigen Tarsen erscheinen alle viergliedrig, weil das vierte Glied sehr klein und zwischen den Lappen des dritten Gliedes verborgen ist. Schienen und Tarsen erscheinen durch die Behaarung rötlich grau und braun geringelt.

## Larve
Die Larven (Bild unter Weblinks) sind weiß, weichhäutig und beinlos. Lediglich die Mundwerkzeuge und die umgebenden Teile sind teilweise stärker sklerotisiert und rötlich braun bis dunkel. Außerdem befindet sich auf der Oberseite des neunten Hinterleibssegments eine artspezifisch gebaute kleine Platte, die ebenfalls stark sklerotisiert und dunkel ist. Sie liegt nahe dem breit gerundeten Hinterrand des Segments und ist länglich oval. Sie ist der Länge nach kielartig erhöht.
Im letzten Stadium wird die Larve elf Millimeter lang, der Kopf ist nur 1,5 Millimeter breit. Der Körper ist nur wenig abgeflacht und verjüngt sich nach hinten stetig.  Das erste Brustsegment ist bei weitem das größte Körpersegment. Mittel- und Hinterbrust haben die gleiche kurze und runde Form wie die ersten Hinterleibssegmente, nach hinten werden die Abdominalsegmente stufenweise schmäler und länger, insbesondere das siebte bis neunte Hinterleibssegment.
Der Kopf der Larve ist gut zur Hälfte in die Vorderbrust zurückgezogen. Das über der Mundöffnung liegende Epistom ist vorn angedunkelt, dahinter befindet sich eine Querreihe kurzer Borsten. Das Epistom ist seitlich so eng mit den angrenzenden Skelettteilen verwachsen, dass keine Nähte erkennbar sind, es ist jedoch mittig durch eine Längsnaht geteilt. Vor dem Epistom befindet sich der etwas trapezförmige Kopfschild, davor die querovale Oberlippe, die am Vorderrand und in der vorderen Hälfte der Seitenränder hell behaart ist. Die Oberkiefer sind nur wenig gekrümmt und enden in einem nach oben und einem nach unten vorstehenden Zahn, die beide im Unterschied zu einigen anderen Arten etwa gleich weit vorragen. Die weißlichen Fühler sind sehr kurz, sie überragen kaum ihre Einlenkungsstelle. Die Einzelaugen erscheinen als kleine schwarze Punkte und liegen unter den Fühlern.
Der erste Brustabschnitt verengt sich nach vorn stark. Es ist seitlich und vorn dicht behaart, im oberen zentralen und hinteren Bereich aber im Unterschied zu anderen Arten kahl.

## Ei und Puppe
Die Eier sind 1,2 Millimeter lang bei einem Durchmesser von 0,4 Millimetern. Sie sind weiß und an beiden Enden gleichmäßig breit abgerundet. Sie sind glatt, glänzend und etwas transparent.
Die Puppe ist sechs bis 8,5 Millimeter lang, der Hinterleib zwei bis 2,8 Millimeter breit. Am zweiten und dritten Brustsegment ist sie oberseits sehr grob und rötlich behaart, an den Rückenplatten des Hinterleibs ist die Behaarung dagegen äußerst fein und weiß. Die Fühler sind auf der Unterseite nach vorn umgebogen und enden an die Schenkel des ersten Beinpaars angeschmiegt. Auf der Scheibe der Oberlippe befinden sich nur zwei nebeneinander liegende Härchen, nicht vier. Die Hinterleibssegmente verengen sich ab dem fünften nach hinten. Der Rücken des längeren siebten Hinterleibssegments endet stark konvex abgerundet. Das achte Hinterleibssegment ist kurz und hinten breit abgerundet. Die  Hinterleibsspitze wird durch das kleine neunte Segment gebildet. Es ist an den Seiten durch einen Wulst begrenzt, der kleine spitze Dörnchen trägt, auf denen je ein Haar entspringt. Bei anderen Arten fehlen diese Dörnchen.

## Biologie
Man findet die adulten Tiere in Mitteleuropa von März bis Oktober. Die Käfer schwärmen im Frühjahr ab März. Die Eier werden bevorzugt in absterbende dünnere Zweige älterer und geschwächter Kiefern oder Fichten abgelegt, in befallenen Beständen können auch im Unterholz durch Überwachsung geschwächte Jungbäume befallen werden. Man findet die Larven aber auch in anderen Nadelbäumen, in Ausnahmefällen wurden auch aus Laubholz Käfer gezogen. Die Art kommt in Altholzbeständen von Nadelwäldern, auf Kiefernheide, in Hochmooren, an Waldrändern und auch an Einzelbäumen vor. Die Larven sind in trockenen, noch hängenden oder bereits auf dem Boden liegenden Zweigen von vorzugsweise zwei bis zehn Zentimeter Dicke anzutreffen. Sie wurden auch in Reisig und in mit Holz vermengten Nadelstreu gefunden. Vereinzelt befällt der Käfer auch Holzklafter und aus Fichtenprügeln gefertigte Zäune.
Die Larven nagen unter der Rinde und schneiden dabei auch das Splintholz an. Die breiten Gänge verlaufen in verschlungenen Windungen vorwiegend in Richtung des Zweiges, können sich aber um den ganzen Zweig erstrecken. Sie sind scharfrandig und mit abgenagten Stückchen (Genagsel) angefüllt. Das Genagsel ist wegen des Holzes überwiegend weiß, aber mit braunen Rindenstückchen durchmengt. Die befallenen Zweige sterben rasch ab. Die Entwicklung dauert ein bis zwei Jahre. Bei zweijähriger Entwicklung legen die Larven nach der ersten Überwinterung im Sommer zur Verpuppung einen kurzen Hakengang ins Holz an. Er verläuft längs der Holzfaser und dringt neun bis 22 Millimeter ins Holz vor. Der Eingang hat einen Durchmesser von drei bis vier Millimeter, die Puppenwiege selbst ist fünf bis sechs Millimeter weit. Die Larven verstopfen den Eingang etwa fünf Millimeter fest mit Genagsel und drehen sich zur Verpuppung so, dass der Kopf in Richtung auf den verstopften Eingang zeigt. Die Verpuppung erfolgt von Juli bis August, der Käfer schlüpft noch im gleichen Herbst, entfernt das Genagsel am  Eingang der Puppenwiege und nagt sich ein Ausschlupfloch von zwei bis vier Millimeter Durchmesser durch die Rinde. Nach einem Reifefraß überwintert er. Die Fortpflanzung findet im kommenden Frühjahr statt.

## Verbreitung
Die paläarktische Art ist innerhalb Europas von Nordeuropa bis ins nördliche Südeuropa verbreitet, fehlt jedoch im Mittelmeergebiet. Sein Verbreitungsgebiet deckt sich weitgehend mit dem Verbreitungsgebiet der Nadelbäume. Innerhalb Mitteleuropas kommt er von der Ebene bis in große Höhen vor, in den Alpen und Karpaten bis zur Waldgrenze. Nach Osten reicht das Verbreitungsgebiet über Kleinasien bis zum Kaukasus. In Asien ist die Art in Sibirien vom Ural bis zum Pazifik zu finden, außerdem in der Mongolei, im Norden der Volksrepublik China, Nordkorea und Japan.